# Winston Parks
Winston Antonio Parks Tifet (Puerto Limón, 12 oktober 1981) is een Costa Ricaans betaald voetballer die bij voorkeur in de aanval speelt. 

## Clubcarrière
Parks begon zijn carrière als profvoetballer bij Deportivo Saprissa. In 2001 vertrok Parks naar Udinese in Italië. Daar wist hij echter geen basisplaats te veroveren en via Serie B-club Ascoli kwam Winston Parks in 2003 bij Lokomotiv Moskou. In het seizoen 2003/04 speelde Parks vier duels in de UEFA Champions League. Tegen Dynamo Kiev maakte hij het winnende doelpunt (3-2). In 2005 speelde Parks op huurbasis voor het Russische FK Saturn. Na zijn terugkeer bij Lokomotiv in begin 2006 kwam Parks nauwelijks meer tot spelen. In de zomer van 2006 tekende hij daarom bij Slovan Liberec uit Tsjechië. Met deze club speelde Parks in november 2006 tegen AZ in de groepsronde van de UEFA Cup.
Hij verruilde in 2008 Alajuelense voor FC Timişoara, dat hem in het seizoen 2010-'11 verhuurde aan FK Khazar Lenkoran met een optie tot koop. In 2011 stapte hij over naar FK Bakoe.

## Interlandcarrière
Winston Parks nam deel aan het WK Onder-20 van 1999 en 2001. In 2001 maakte hij debuut in de A-selectie. Met Costa Rica nam Parks deel aan het WK 2002. Hij speelde twee wedstrijden, waarin de aanvaller een goal maakte tegen Turkije. Zijn gebrek aan wedstrijdritme moest de aanvaller uiteindelijk bekopen met afwezigheid in de selectie van Costa Rica voor het WK 2006.